# Chloroclystis lita
Chloroclystis lita är en fjärilsart som beskrevs av Louis Beethoven Prout 1916. Chloroclystis lita ingår i släktet Chloroclystis och familjen mätare. Inga underarter finns listade i Catalogue of Life.